# 戈壁龍屬
戈壁龍屬（學名：Gobisaurus）是甲龍科恐龍的一個屬，化石發現於中國的蘇紅圖组（Suhongtu Formation），地質年代為白堊紀早期（阿普第期至阿尔布期），約1,17至1,04亿年前。正模標本（編號IVPP V12563）包含了一個頭顱骨及一些自今仍未描述的顱後骨。戈壁龍與牠的姊妹分類沙漠龍一同被歸類於甲龍科，但不屬於甲龍亞科。戈壁龍是大型的甲龍科，頭顱骨就有46厘米長及45厘米寬。牠的學名是以化石發現地的蒙古戈壁沙漠來命名的。戈壁龍只有一個物種，就是G. domoculus。

## 戈壁龍與沙漠龍
戈壁龍的頭顱骨與沙漠龍有著很多相似的地方，包括有圓的鱗狀骨、大橢圓形眼窩孔、大型外鼻孔、三角的狹窄吻突、突起的方顴骨、及往後側向的副枕突等。但這兩個分類因上頜齒列的不同長度來區分；戈壁龍有未固定的基翼突-翼突，並有延長的犁骨-前上頜骨突起；沙漠龍頭蓋骨上有溝痕，戈壁龍沒有。

## 分類
在2004年，Vickaryous等人提出戈壁龍、沙漠龍形成一個演化支，是群甲龍科的原始物種，是甲龍亞科的外群體。

## 外部連結
- 恐龍博物館——戈壁龍